# Městská spořitelna pražská v Rytířské ulici
Městská spořitelna pražská je novorenesanční bankovní palác čp. 536/I. na Starém Městě v Praze 1 v Rytířské ulici (Domovní blok Rytířská 29, Melantrichova 2, Havelská 22, Havelská ulička 2). Budova byla v letech 1892–1894 postavena podle společného návrhu významných českých architektů 19. století Antonína Wiehla a Osvalda Polívky z roku z roku 1891. Autory návrhů výzdoby soch v nikách fasády a v interiérech jsou Bernard Otto Seeling a absolventi Myslbekova ateliéru na AVU: Bohuslav Schnirch, Stanislav Sucharda, František Stránský, František Hošek, Gustav Zoula, František Hergesel,  Antonín Procházka, Antonín Popp a Josef Mauder; štukové dekorace navrhoval profesor Uměleckoprůmyslové školy Celda Klouček a prováděli je jeho žáci. Na malířské výzdobě interiérů se podíleli malíři Mikoláš Aleš (návrhy), František Ženíšek, Karel Vítězslav Mašek, Jaroslav Věšín. Závěsné obrazy dodali například Julius Mařák nebo Adolf Liebscher. Městská spořitelna pražská vydala ke stavbě reprezentativní publikaci "Nová budova Městské spořitelny pražské". Dům je zapsán v Ústředním seznamu kulturních památek.

## Výběr staveniště a soutěže na návrh budovy

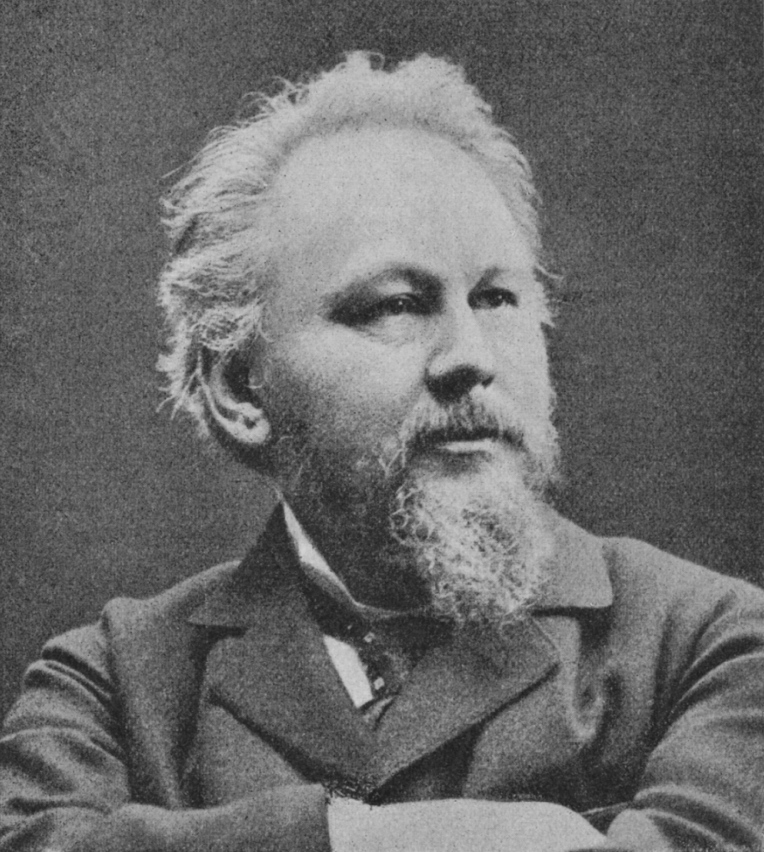
Antonín Wiehl

Městská spořitelna pražská jako stavebník vypsala na návrh budovy včetně výzdoby 2 soutěže. První veřejný konkurz byl vypsán v srpnu roku 1890 a dva významní architekti Antonín Wiehl a Josef Schulz byli vyzváni k honorované účasti. Soutěže se zúčastnilo 14 projektů a Antonín Wiehl se samostatným projektem "Přímou cestou" získal 1. cenu a odměnu 1000 zlatých. Dále byly oceněny projekty architektů Jana Vejrycha, Osvalda Polívky a B. Schachnera. Žádný z návrhů nebyl vybrán k realizaci. Proto byla v roce 1891 vypsána druhá soutěž a ve výzvě byly upřesněny dispozice stavby. Do soutěže se přihlásilo 25 projektů.Jako nejlepší komise ocenila projekt B. Schachnera "Licht, viel licht", který však nebyl shledán proveditelným. Proto komise pověřila provedením svých projektů a dozorem nad stavbou další umístěné architekty Wiehla (Ab ovo) a Polívku (Chi la dura, la vince). Antonín Wiehl architektonický návrh zpracoval jako jeden ze svých posledních projektů, Polívka na návrhu budovy ještě pracoval a je autorem nástavby 3. patra v roce 1931. 
Společně s architekty byly vybrány firmy pro stavební práce (například Quido Bělský, František Křižík). Jako staveniště byly vybrány pozemky, na kterých stály budovy pražských Menších kotců, jež v letech 1739-1784 užívalo Divadlo v Kotcích. V rámci demolice objektu Kotců a výkopů základů byla věnována péče možným archeologickým nálezům. V hloubce asi 50 cm byl nalezen "poklad" – dukáty z doby krále Zikmunda a Míšeňské groše. Ze zbourané budovy kotců byly uloženy v městském muzeu kování z dveří. Péče o nálezy při stavbě souvisela i s tím, že jeden z architektů – Antonín Wiehl pracoval jako náměstek předsedy v Komisi pro soupis památek Prahy a byl jednatelem Muzea hlavního města Prahy.
Budova Městské spořitelny pražské byla stavěna v době, kdy se od roku 1893 v okolních ulicích Starého Města rozbíhala asanace, k jejímuž radikálnímu a živelnému průběhu se oba architekti stavby vyjadřovali kriticky. Polívkova odborná stanoviska oceňuje Vilém Mrštík jej ve svém manifestu Bestia triumphans a na jeho případě demonstruje na ignorování názorů odborníka – architekta na schůzi zastupitelstva.

## Popis budovy

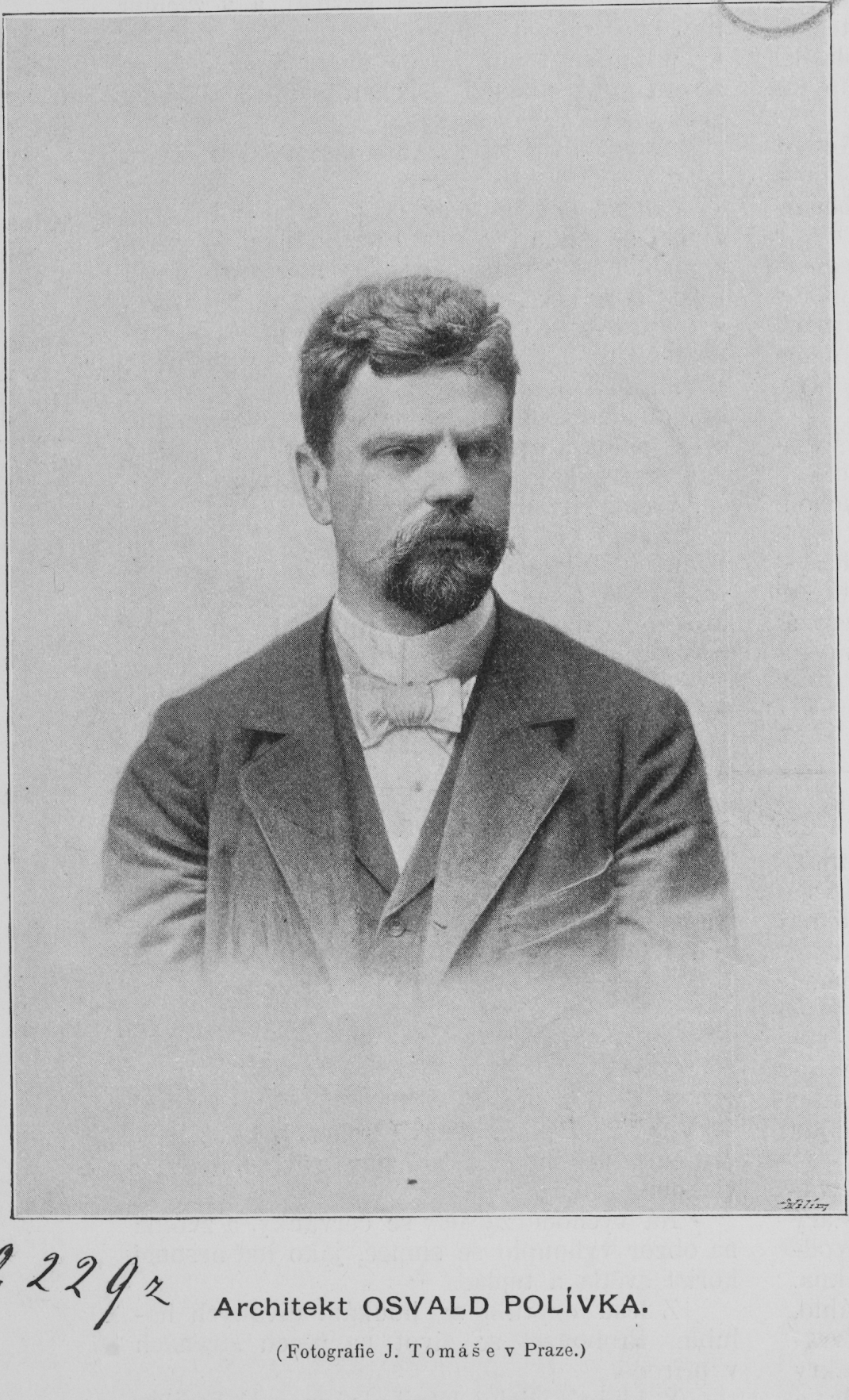
Osvald Polívka (1896 Jan Tomáš)

Podle projektu byla postavená dvoupatrová budova ve stylu italské renesance,která tvoří samostatný domovní blok v Rytířské ulici (Rytířská 29, Melantrichova 2, Havelská 22, Havelská ulička 2). Budova má 7×7 os. V přízemí krámy, vestibuly a kanceláře, v I. patře pokladna a dvorana spořitelny, v II. patře kanceláře a byty. 
Z průčelí vystupují nárožní rizality, ve kterých jsou vchody do budovy. Po stranách každého vchodu jsou dva sloupy, které zároveň v I. patře nesou balkon s balustrádovým zábradlím. Přízemí budovy je zdobeno rustikou a výkladci s půlkruhovými okny. Stejný tvar mají i okna prvého a druhého patra. Na fasádě (a v celé budově) byl použit hořický pískovec. Původně mělo být na fasádě omítnuté cihlové zdivo, ale stavebník v průběhu stavby rozhodl "...by veskrz z kamene hořického, čímž monumentální ráz budovy nemálo získal...".
Návrhy sochařské výzdoby a maleb budovy tradičně zpracovali vynikající představitelé generace Národního divadla, se kterými Wiehl v sedmdesátých a osmdesátých letech spolupracoval na řadě projektů. Monumentalitě budovy odpovídá sochařská výzdoba jejího průčelí. V nikách mezi okny v 1. patře jsou sochy alegorie vlastností, hodnot a prací. Návrh každé z nich zpracoval jeden významný sochař:
- Spořivost – Stanislav Sucharda[16]
- Pilnost – F. Stránský
- Průmysl – František Hošek
- Zámožnost – G. Zoula dle náčrtku pana J. Růžičky
- Opatrnost – František Hergesel
- Umírněnost – Antonín Procházka
- Hospodářství – Bernard Otto Seeling
- Orba – Ludvík Wurzel

Výzdobu fasády průčelí tvoří cípkové náplně se 14 alegoriemi umění a uměleckého průmyslu a 14 alegoriemi průmyslu a živností v 1. patře.Autorem cípkových náplní v 1. patře do ulice Rytířské a Havelské je Bohuslav Schnirch. Cípkové náplně ve 2. patře provedli Fr. Hošek, St. Sucharda a G. Zoula, žáci c. a k. uměleckoprůmyslové školy za dozoru jejího ředitele Josefa Václava Myslbeka. 
Větší monumentalita průčelí a vstupu do budovy se podle výboru měla projevit také v interiérech. Ve vestibulech, dvoraně a na schodištích byl použit pravý i umělý mramor a žula z domácích zdrojů. Nákladnějším plochám pak odpovídala i výzdoba stěn "al stucco" na místě provedených.....", ozdobné zlacené mříže a masívní dubové vyřezávané dveře pobité 1424 bronzovými hřeby.
Umělecká výzdoba v přízemí je soustředěna do dvou vestibulů, které směřovaly klienty k hlavnímu schodišti do dvorany. V menším prostoru hned za hlavním vstupem se po stranách schodiště nacházejí dvě bronzové sochy od Josefa Maudera, které představují mladé chlapce se psy (alegorie ostražitosti). Dvě mramorové sochy ženských postav u paty hlavního schodiště ve druhém vestibulu jsou v dobové literatuře označovány jako Světlonošové. Jejich autorem je také Mauder.
Dvorana v 1. patře byla důležitým reprezentačním a komunikačním prostorem. Uměleckou výzdobu tvoří 12 karyatid, které pravfěpodobně představují dvanáct měsíců a jejichž autory jsou Antonín Popp, Fr. Hergesell a A. Procházka. Plastiky podle návrhu sochařů provedli v hořickém pískovci bratranci Ducháčkové, Č. Vosmík a L. Wurzel. Sochy jsou umístěny nad oblouky, které podpírají římsu se 16 lunetami s malířskou výzdobou. Podle návrhů Mikoláše Aleše namaloval obrazy v lunetách, které zobrazují život a práce na venkově během čtyř ročních období, J. Věšín. Jednotlivé výjevy představují pěstování obilí, vinobraní, kovářě, dřevaře, muzikanty, řepaře, lov, sadaře, včelaře, pastýře, rybáře, zahradníky, senoseč, žence, chmelaře a chovatele koní. Světlo do dvorany propouští prosklený malovaný strop od K. Krügera a podlahu zdobí mozaika ze 4,5 miliomu kamínků. 
Bohatá malířská výzdoba se nachází také v prostorách kolem dvorany, které sloužily pro bankovní provozy. Autorem figurálních výjevů s putti je absolvent pražské a mnichovské akademie Karel Vítězslav Mašek. Bohatou dekorativní výzdobu měla původně také zasedací síň, která se však nedochovala. Dochoval se pouze obraz Fr. Ženíška Alegorie vlády císaře Františka Josefa I., který pro zasedací místnost vytvořil na přímou objednávku Městské spořitelny pražské.
Stavba probíhala v letech 1892–94 a budova byla slavnostně otevřena v neděli 24. června 1894 za účasti nejvýznamnějších osobností.Městská spořitelna pražská vydala ke stavbě reprezentativní publikaci "Nová budova Městské spořitelny pražské",ve které jsou uvedeny všechny firmy a živnostníci, kteří se na stavbě jakkoli podíleli. Opakovaně je zde zdůrazněno, že monumentální stavba postavená ve dvou letech, je výsledkem soutěže českého umění a českého průmyslu a že v ofertách bylo bráno na zřetel, aby práce byly provedeny domácími umělci a z domácího materiálu.V tomto duchu při slavnostním otevření stavbu a její význam zhodnotil předseda ředitelství Městské záložny pražské Gustav Adámek. V publikaci jsou uváděny v té době ještě neobvyklá technická řešení. Spolu s rozhodnutím o nákladnějších přírodních materiálech na fasádě a v interiérech bylo rozhodnuto i o elektrickém osvětlení namísto původního plynového,zařízení pro čištění a chlazení vzduchu v letním období, ústřední topení, ventilátory pro cirkulaci vzduchu, akumulátory jako náhradní zdroje elektřiny, a další.

## Historie domu

### Podmínky pro výstavbu budovy
Po finančním krachu na vídeňské burze v květnu 1873 následovala hospodářská krize. Nedůvěra obyvatelstva k peněžním ústavům přinesla rozvoj spořitelen, protože veřejnost v nich spatřovala záruky jistoty. V Praze 1.5.1875 vzniká Městská spořitelna pražská, jejíž kapitálová stabilita sílí a proto si buduje reprezentativní budovu v centru Prahy. Proto může být v letech 1892–1894 je podle Wiehlova a Polívkova návrhu postavena monumentální budova v Rytířské ulici. Stabilita spořitelny je též důvodem, proč mohlo být v průběhu stavby rozhodnuto o použití nákladnějších ušlechtilých materiálů a významném navýšení jejího rozpočtu. Český charakter banky se odráží ve zdůrazňování skutečnosti, že monumentální stavba spořitelny je výsledkem práce českého umění a českého průmyslu

### Úpravy v roce 1926 a nástavba v roce 1931
K dalšímu rozšiřování a úpravám budov dochází v roce 1926, ve kterém byly upraveny prostory pod budovou na dvě podzemní patra pro trezory.
V roce 1931 byla podle projektu jednoho z původních autorů návrhu Osvalda Polívky provedena nástavba dalšího patra a vytvořeno přemostění do sousední budovy v Rytířské ulici 31.

### Muzeum Klementa Gottwalda
Zásadní změna přichází po roce 1948. V roce 1953 byla budova spořitelny upravena podle projektu architekta Oldřicha Starého a bylo v ní umístěno Muzeum Klementa Gottwalda. Přitom byly částečně narušeny původní novorenesanční interiéry. Řada zásahů do konstrukcí je nevratná. Při rekonstrukci nebyl dokumentován původní stav. Muzeum Klementa Gottwalda v budově působilo až do svého zrušení v roce 1989.

## Česká spořitelna a současnost budovy
Po zrušení Muzea Klementa Gottwalda byla budova v rámci privatizace převedena na Českou spořitelnu, a.s. jako právní nástupkyni původní Městské spořitelny pražské. Návazně na tuto změnu majitele byly v letech 1990–1993 prostory znovu upraveny pro svůj původní účel.

### Generální oprava v letech 2005–2008
Česká spořitelna vychází z toho, že pro svou architektonickou hodnotu a význam v historii Prahy je dům zapsán v Ústředním seznamu kulturních památek. Proto byla v letech 2005–2008 provedena ve třech etapách generální rekonstrukce, jejímž cílem bylo i restaurování maleb a architektonických prvků interiérů. "...Předmětem restaurátorských prací bylo zlacení, štuková výzdoba, malby celých stěn i lokální opravy (například lunety ve vstupním vestibulu, cvikly ve dvoraně atd.), původní kamenné mozaiky, keramické dlažby, kamenné prvky z přírodního i umělého kamene, sochařská výzdoba, původní zámečnické prvky, vybraná původní svítidla, skleněné prvky, vnitřní okna, dveře a parapety. Rozsah prací vycházel z restaurátorského průzkumu a v průběhu stavby byl doplněn o nové nálezy: kamennou mozaiku v prostoru samoobslužné zóny bankomatu, malbu lunety – portréty věrozvěstů Cyrila a Metoděje v přízemí od neznámého autora, dekorativní figurální malby v 1. NP z dílny Václava Maška, odkrytí původních lunet u recepční haly s žánrovými figurálními výjevy od stejného autora a přemístění novějších lunet Mikoláše Alše do prostor pokladen v přízemí....."

### Galerie České spořitelny a Window Gallery
V budově kromě pobočky České spořitelny jsou umístěny dvě galerie: v podzemí budovy a ve výlohách v Melantrichově ulici. Galerie vystavují díla z depozitářů České spořitelny a jejích předchůdkyň, které dlouhodobě investovaly do nákupu uměleckých děl a podporují studenty a nadané zaměstnance spořitelny. Budova bývalé Městské spořitelny pražské je tak i zajímavou turistickou atraktivitou v historickém centru Prahy.

## Galerie Městská spořitelna pražská v Rytířské ulici

### Galerie autorů stavby

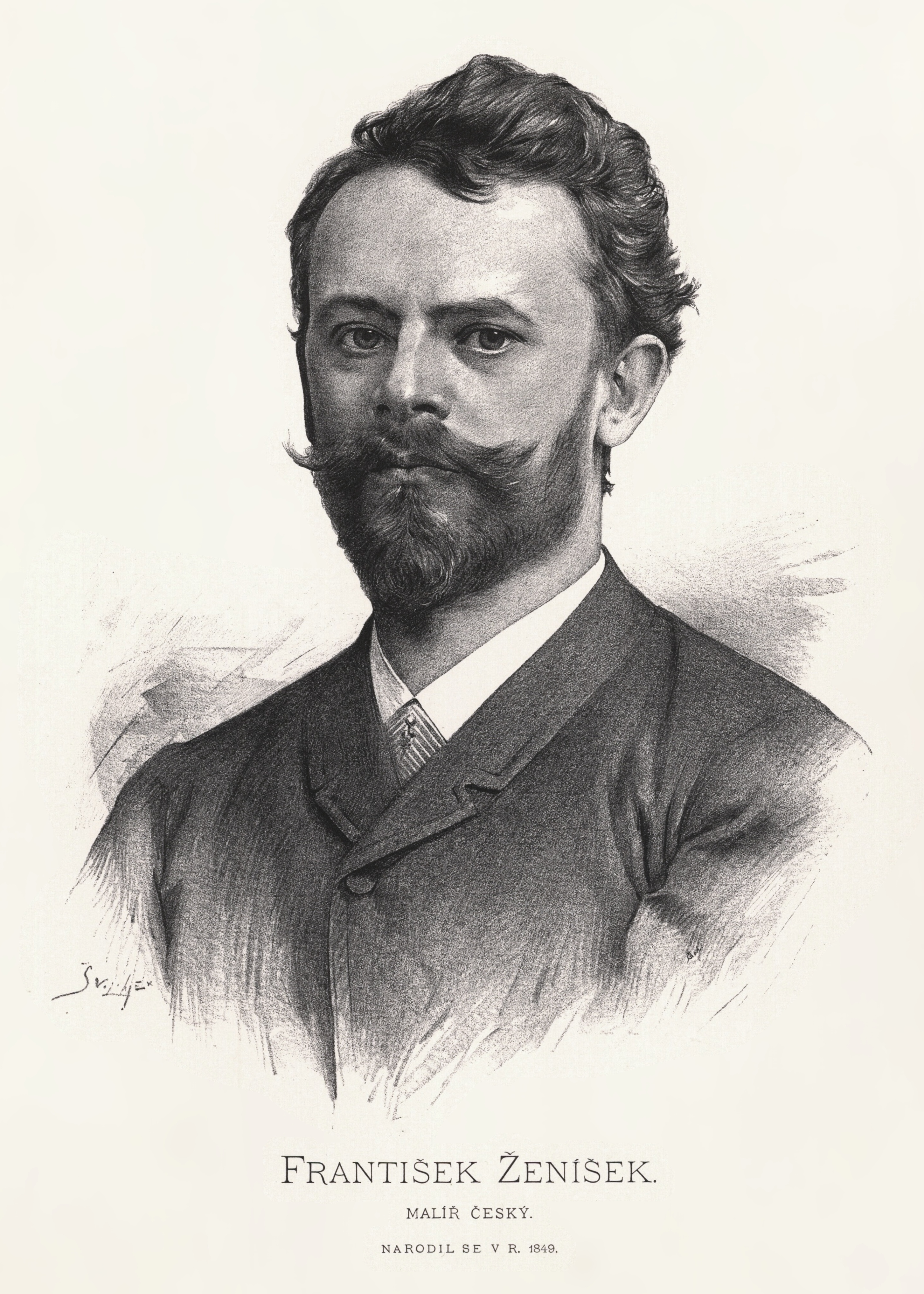
František Ženíšek
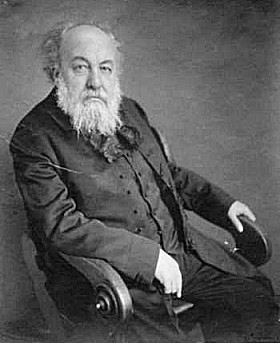
Mikoláš Aleš
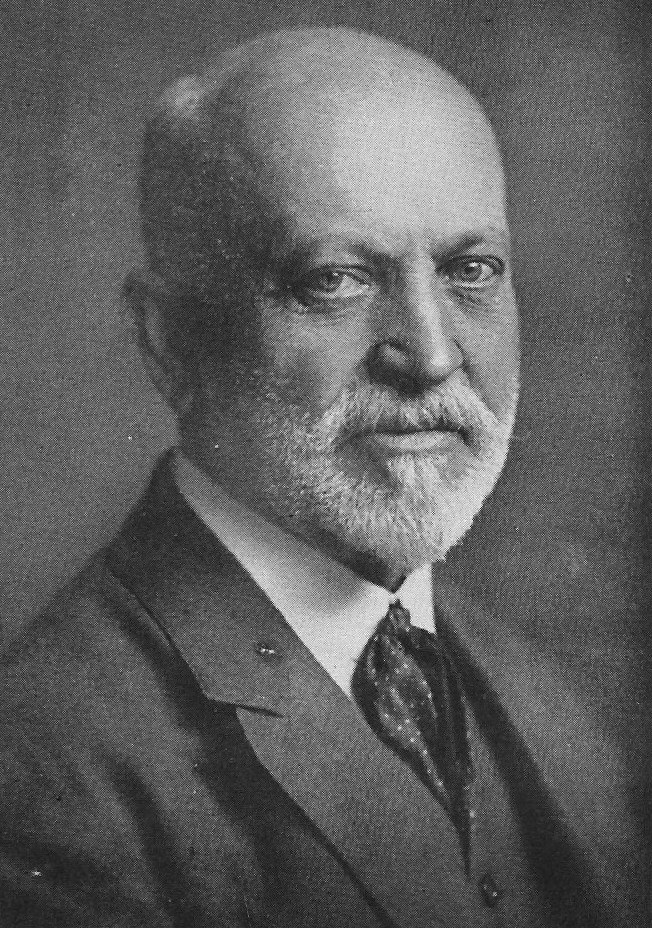
Celda Klouček (1855–1935)
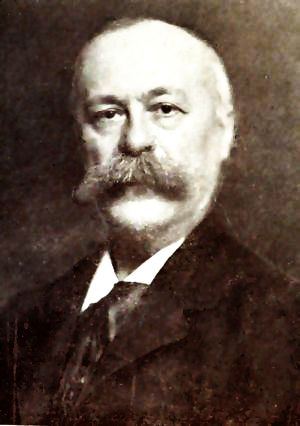
František Hergesel (1857–1929)
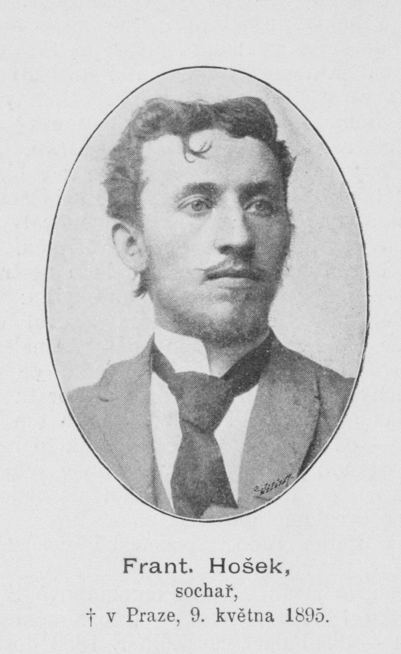
František Hošek 1895
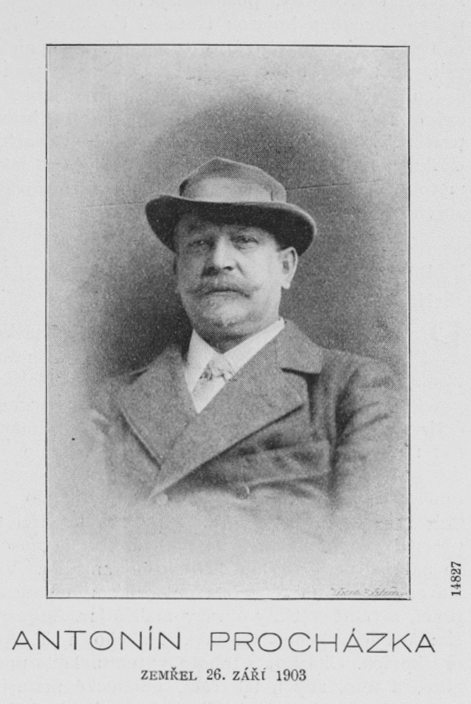
Antonín Procházka 1903
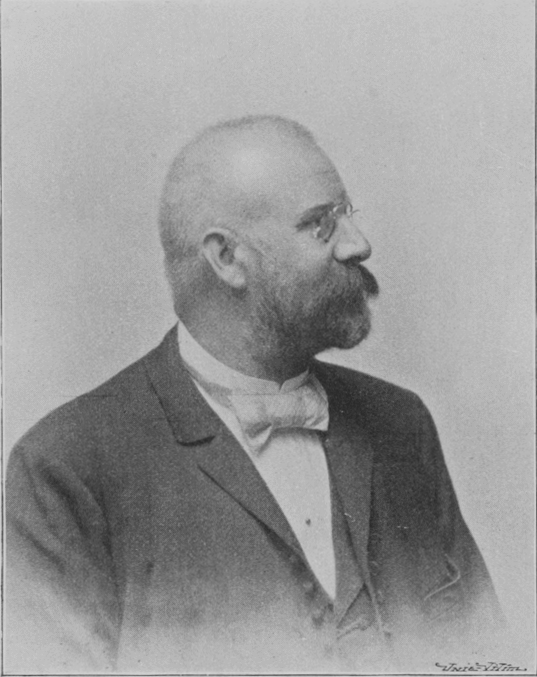
Bohuslav Schnirch
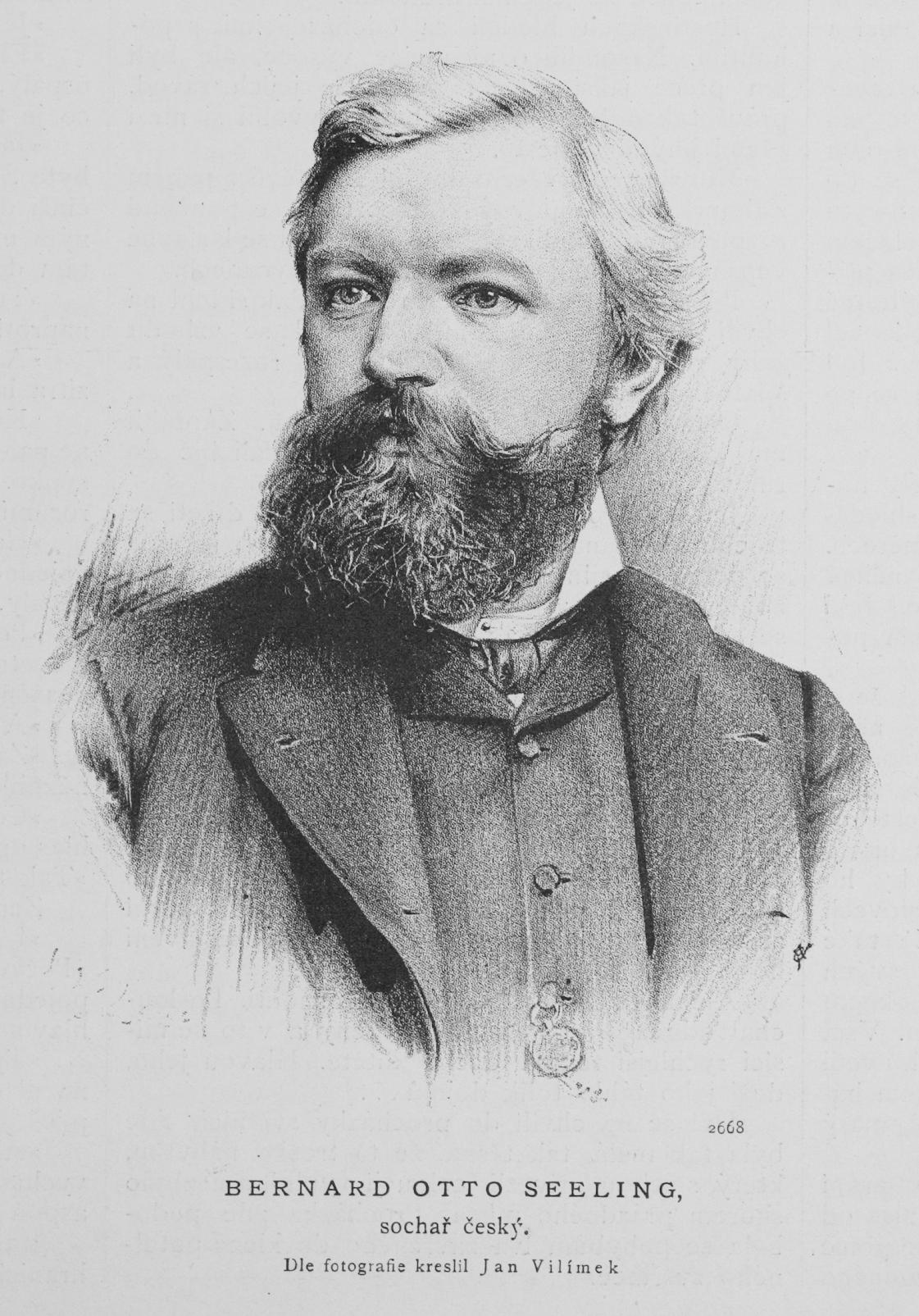
Bernard Otto Seeling (1895 Vilimek)

### Celkové pohledy na budovu

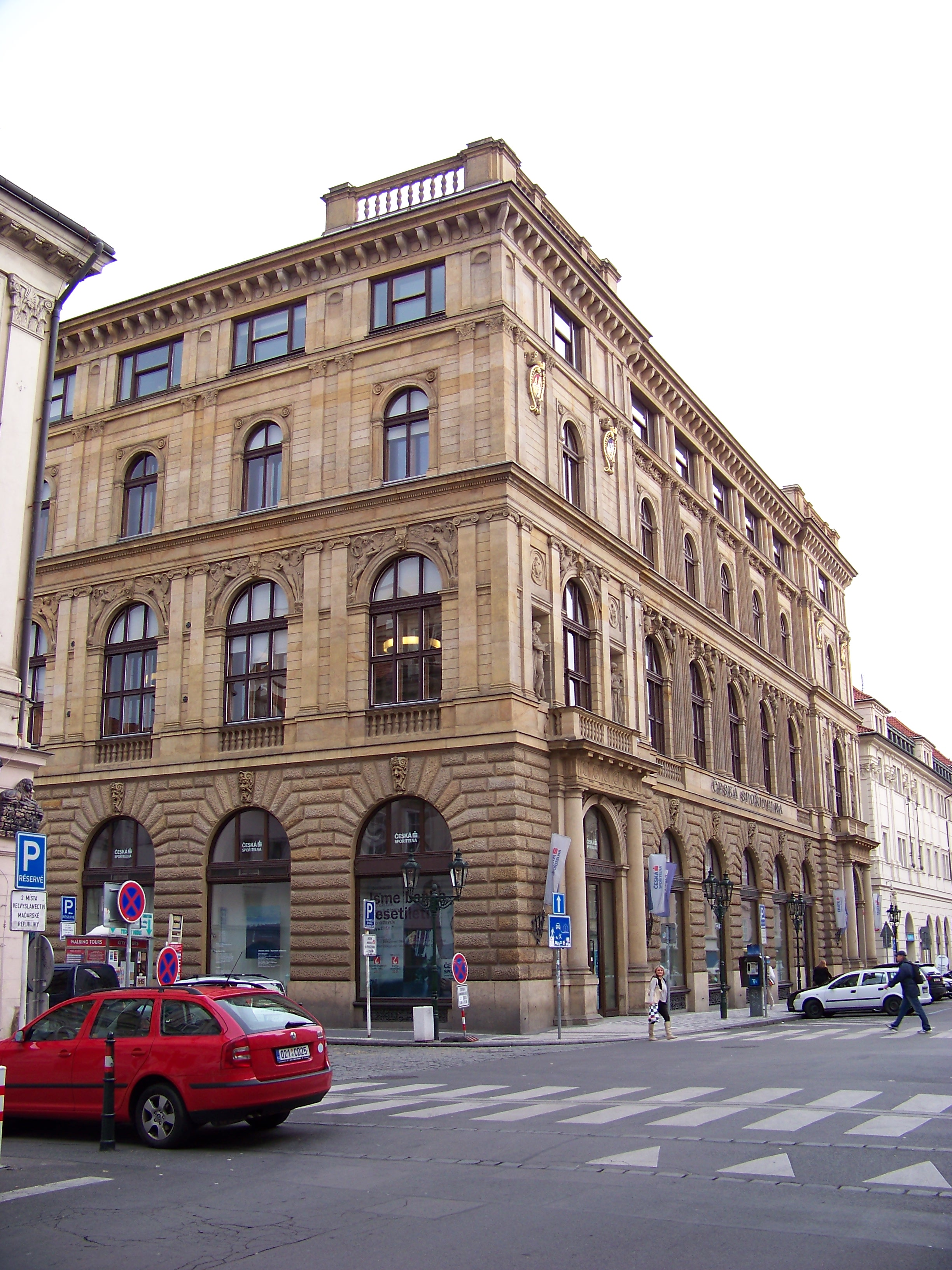
Městská spořitelna pražská
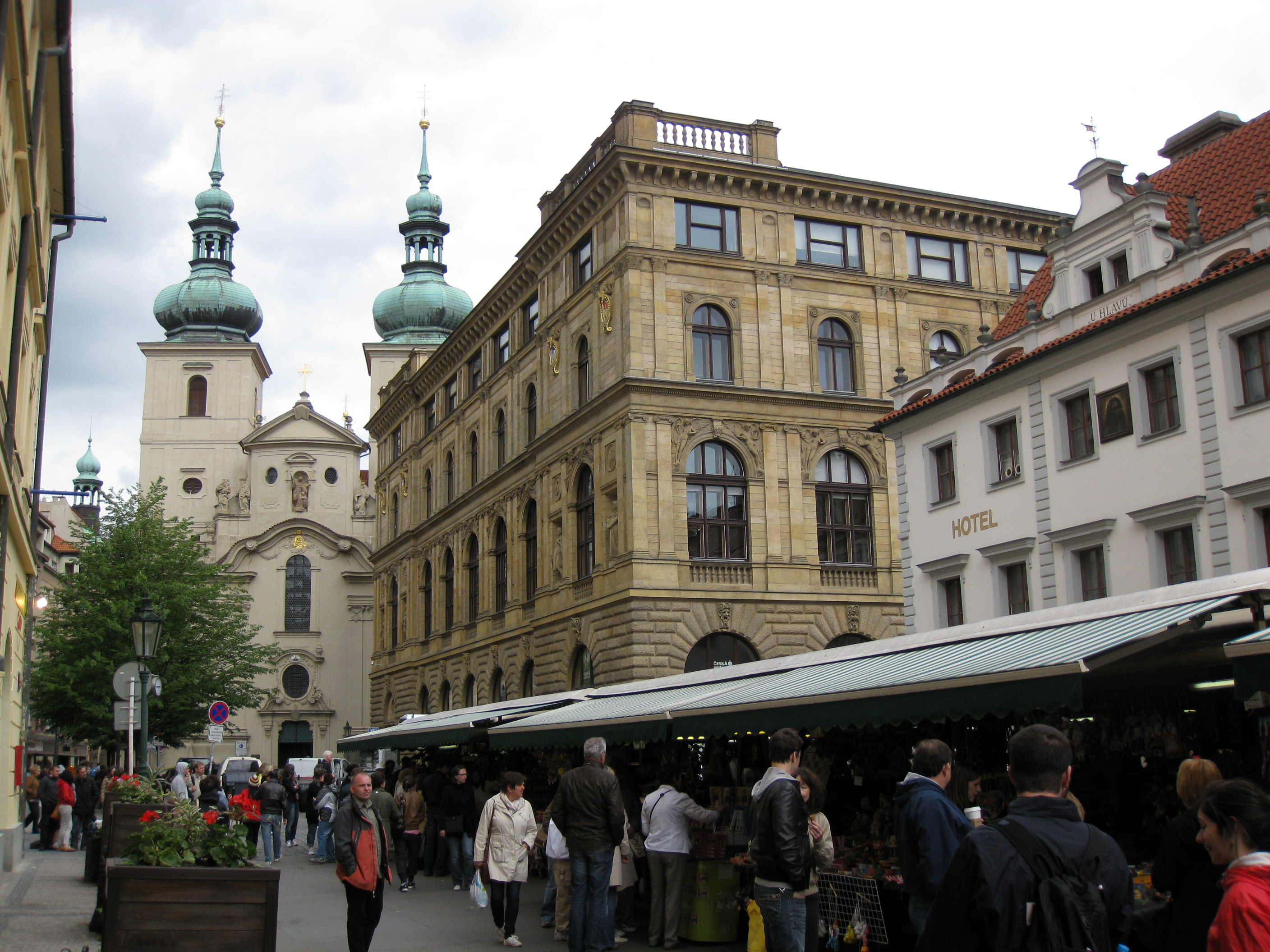
Městská spořitelna pražská
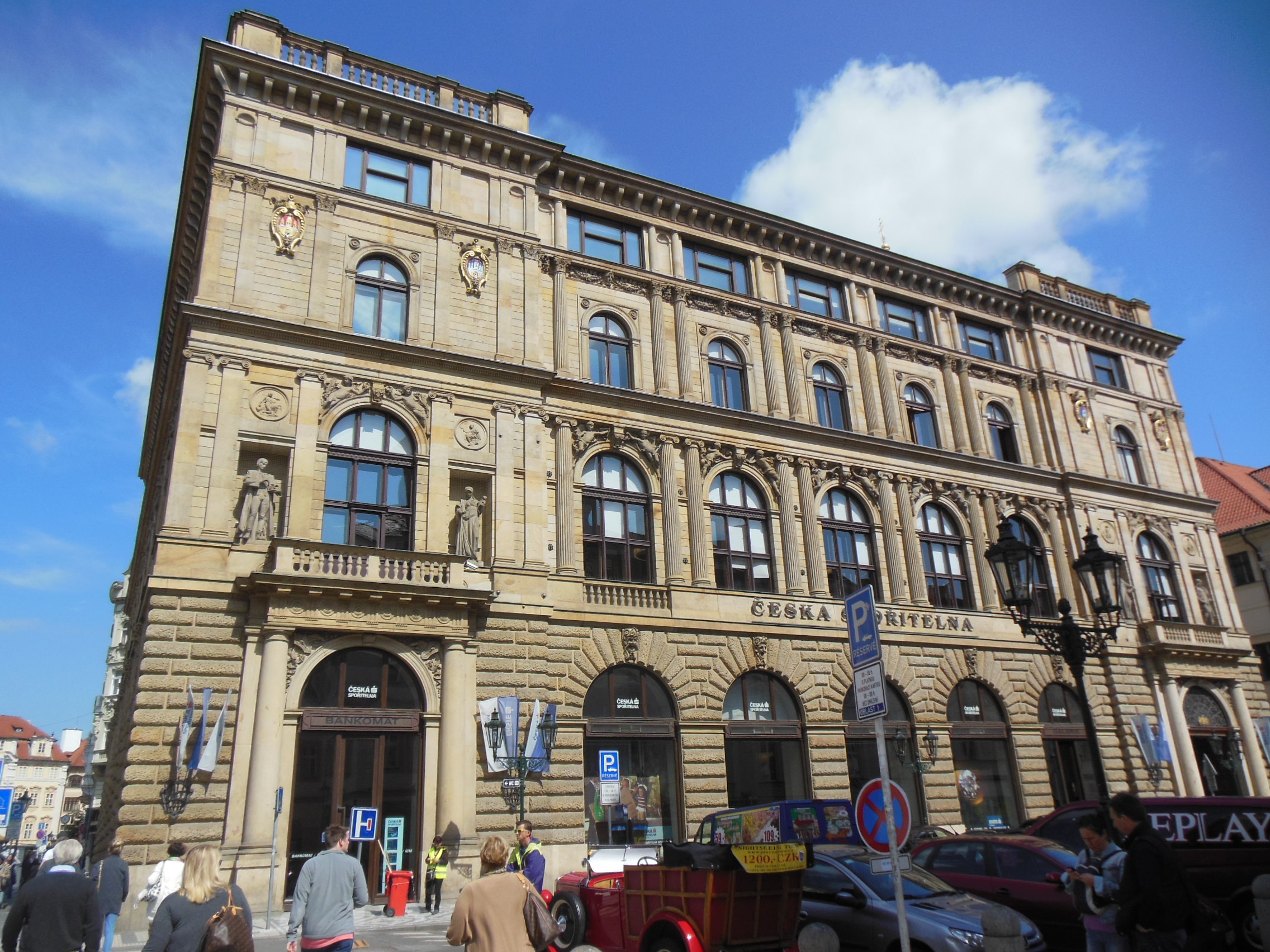
Městská spořitelna pražská
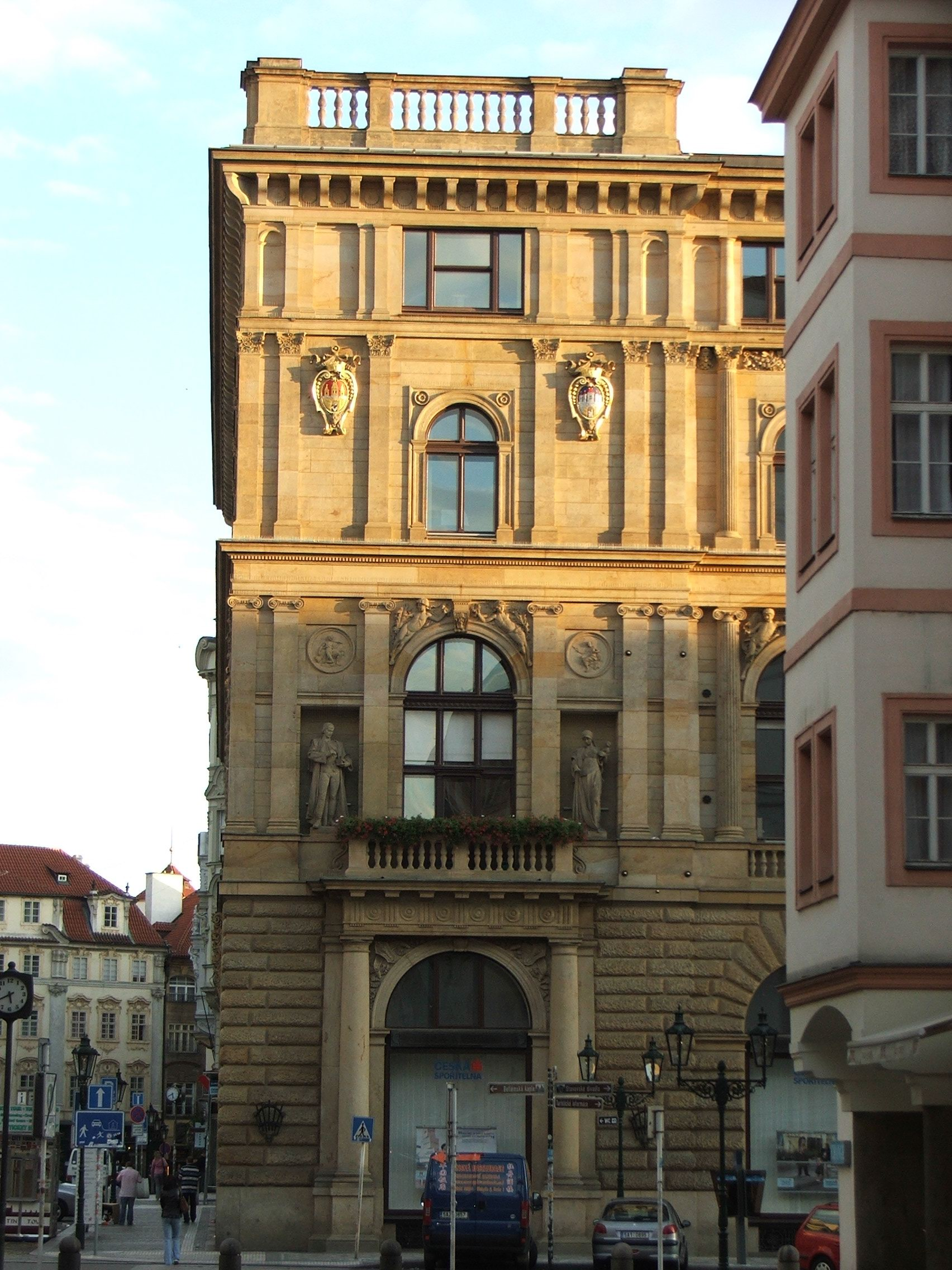
Městská spořitelna pražská
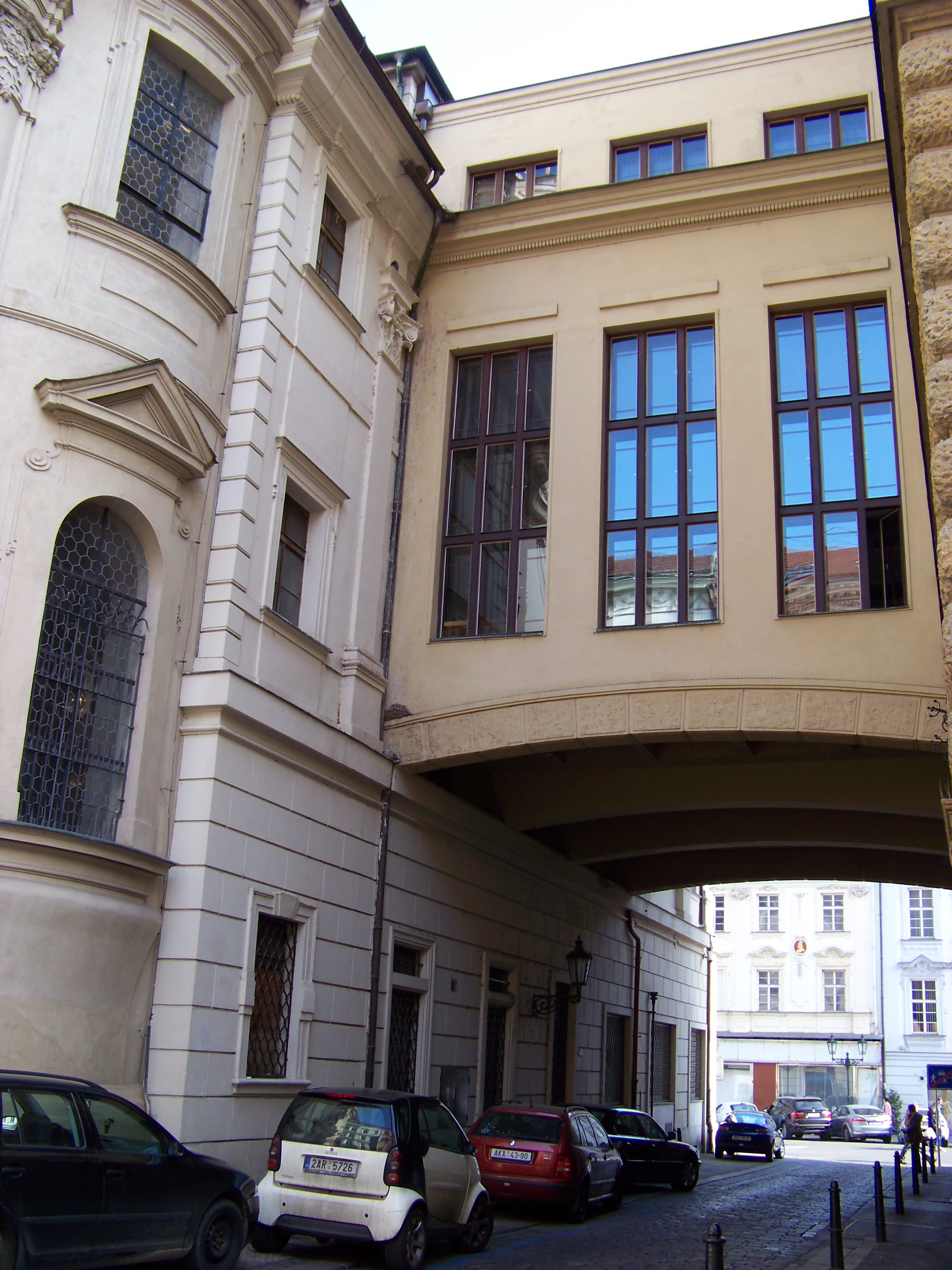
Městská spořitelna pražská – Havelská ulička
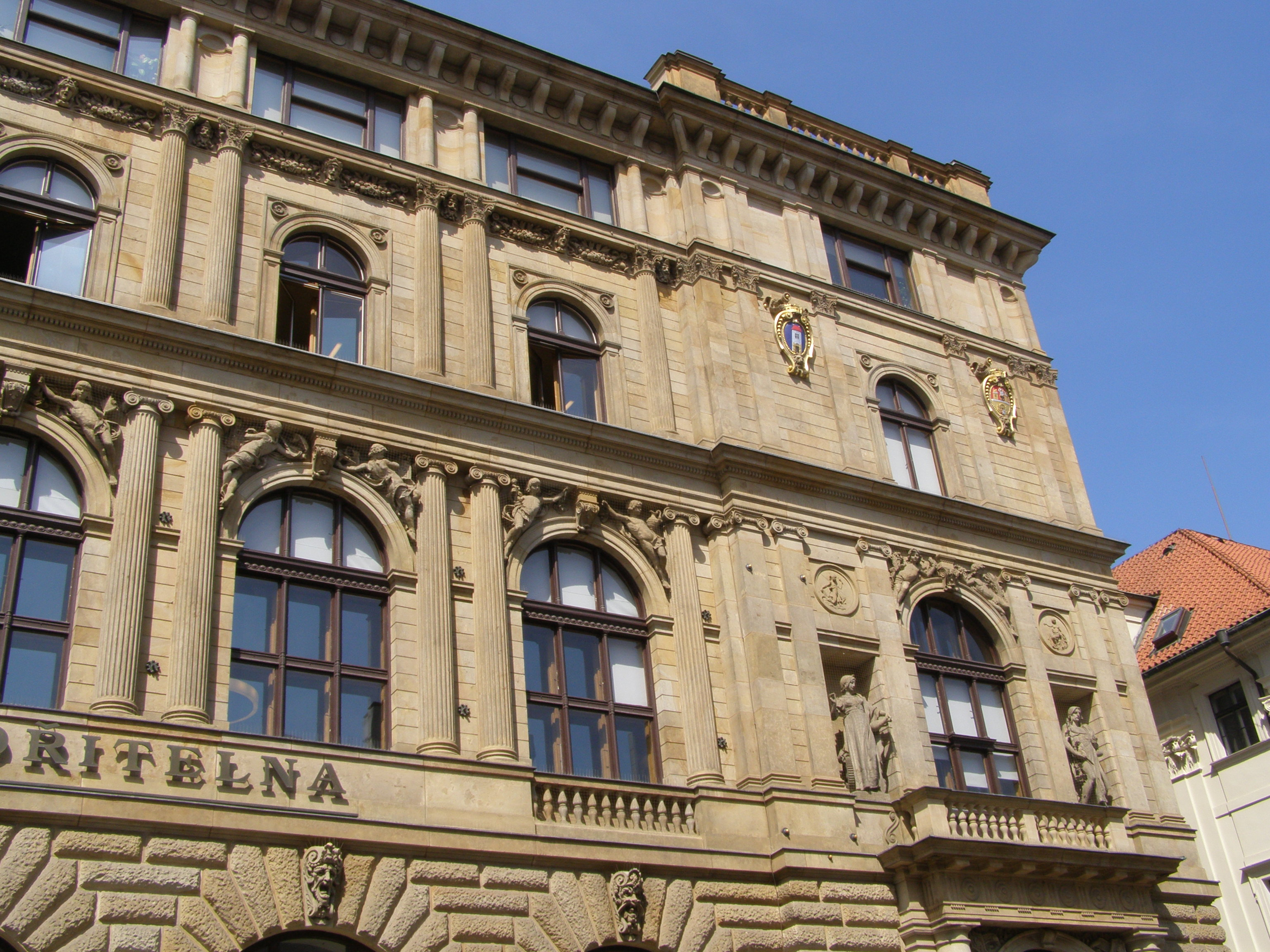
Městská spořitelna pražská

### Detaily výzdoby fasády

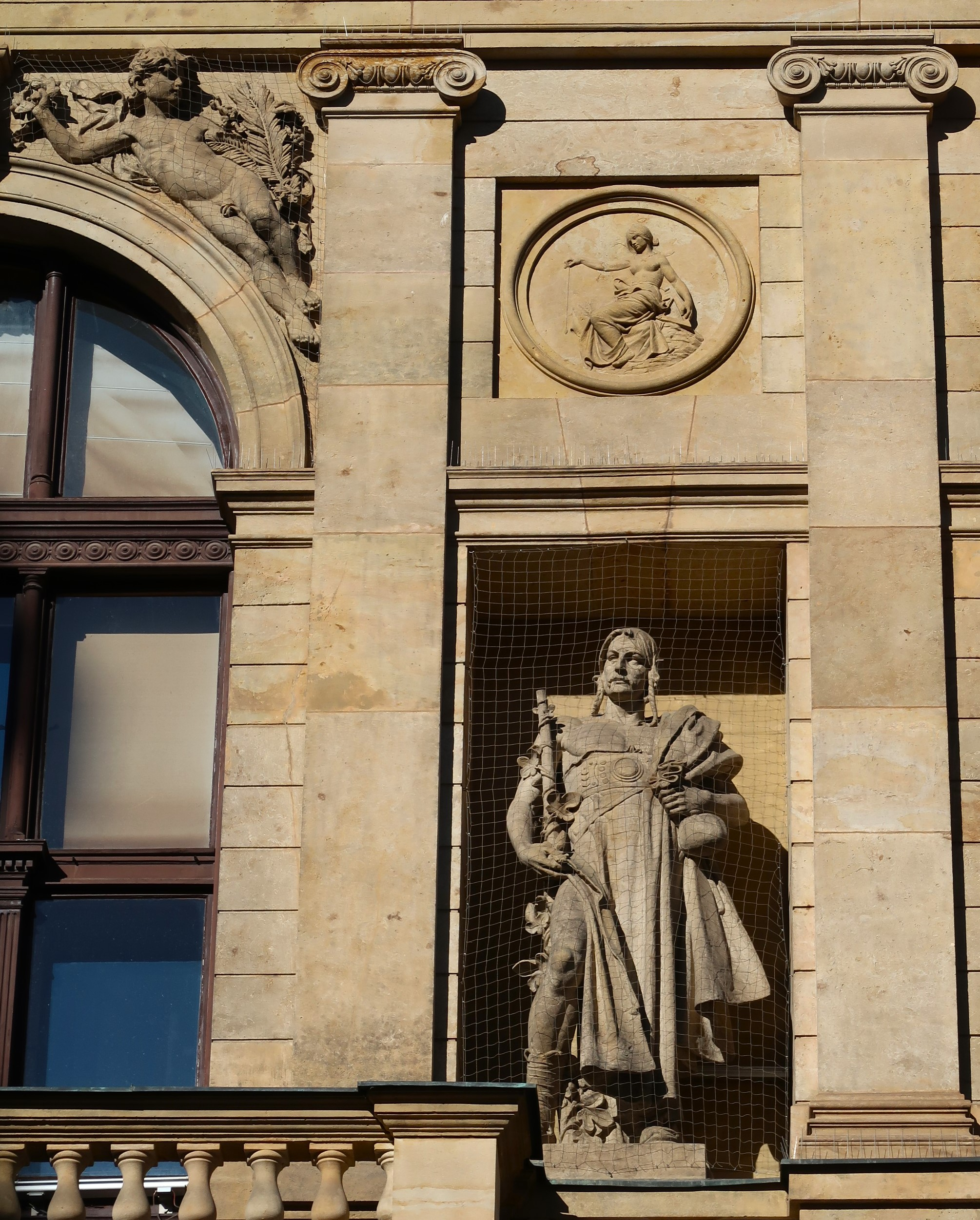
Socha Zámožnost
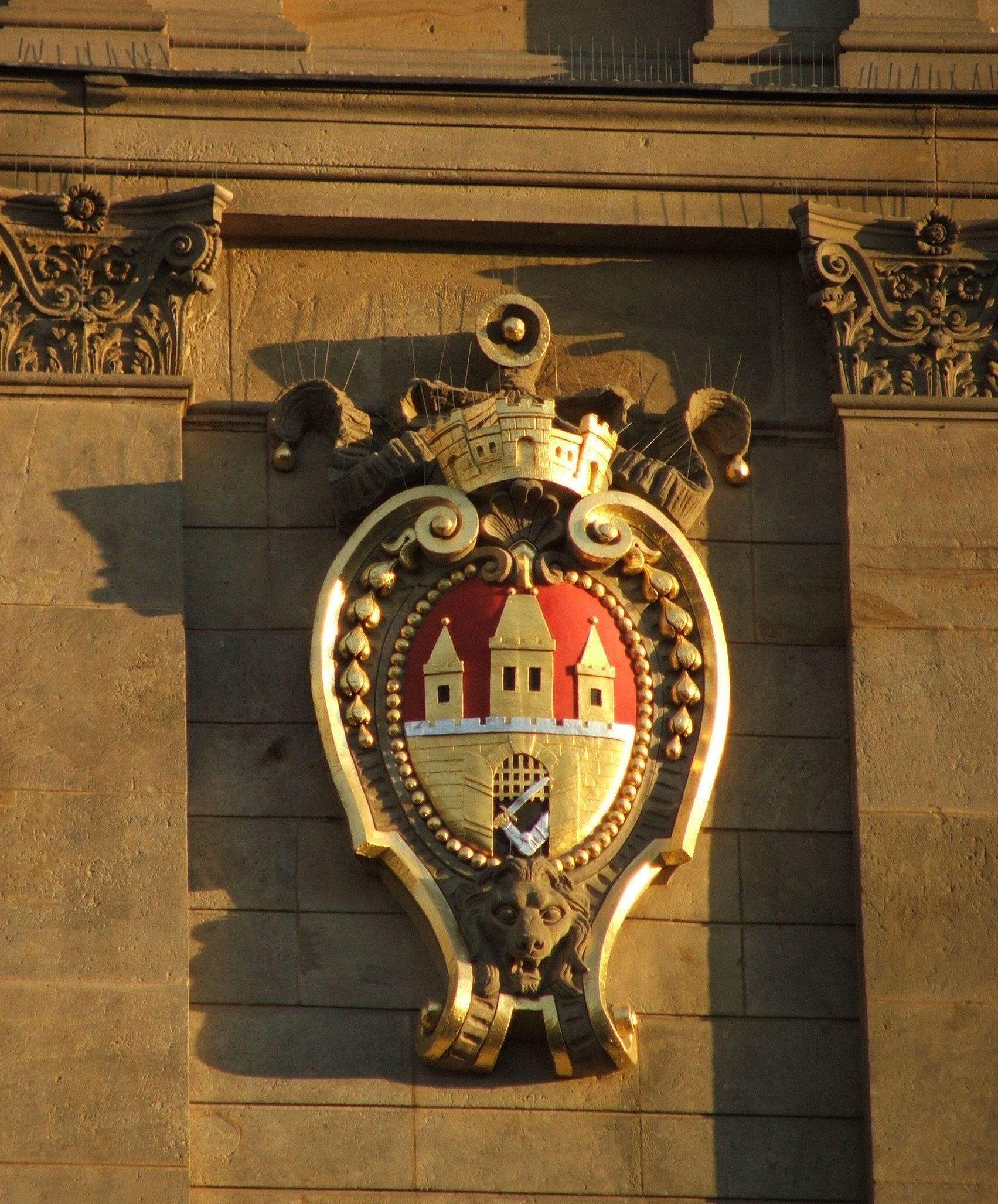
Detail fasády – Znak Starého Města
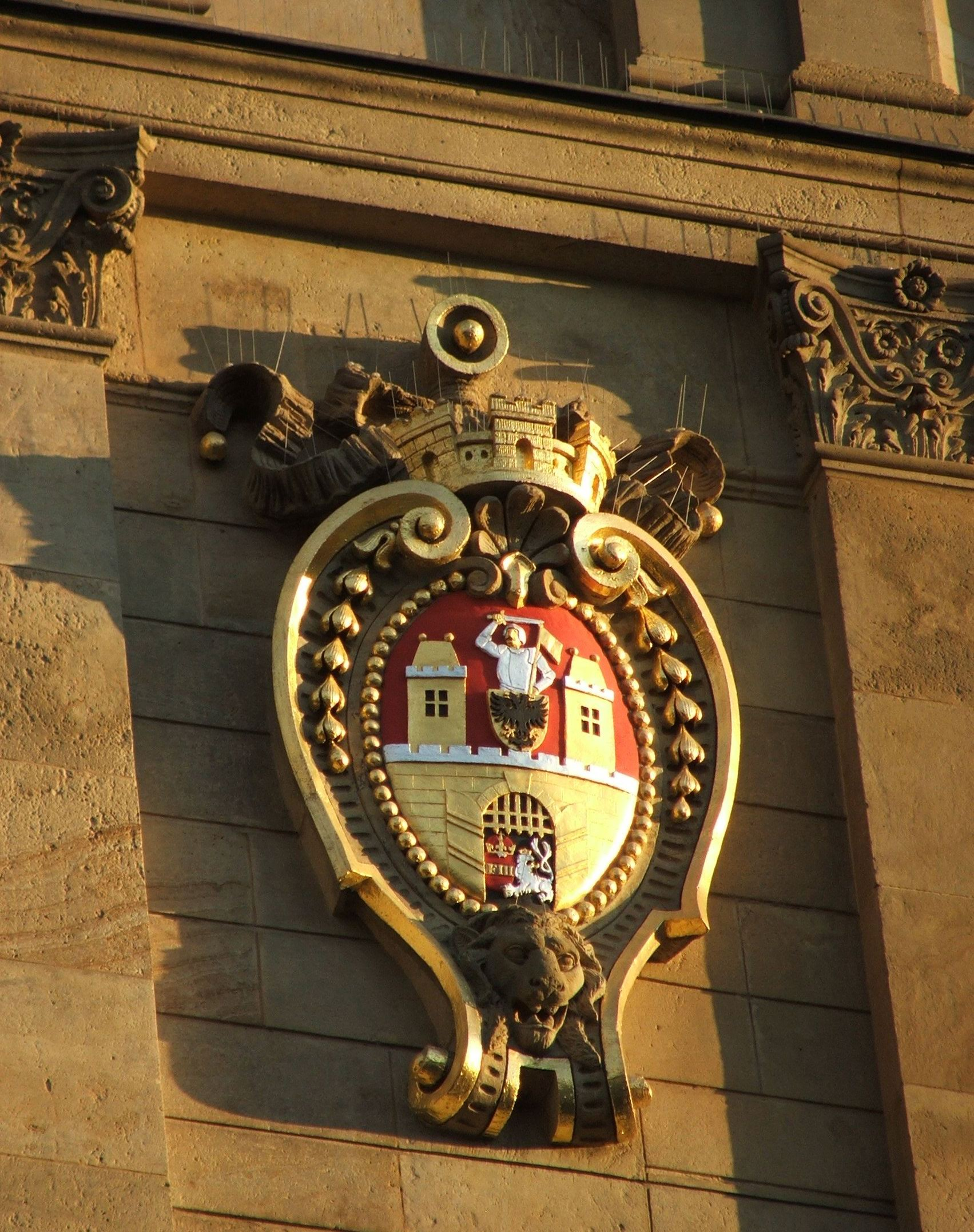
Detail fasády – Znak Nového Města
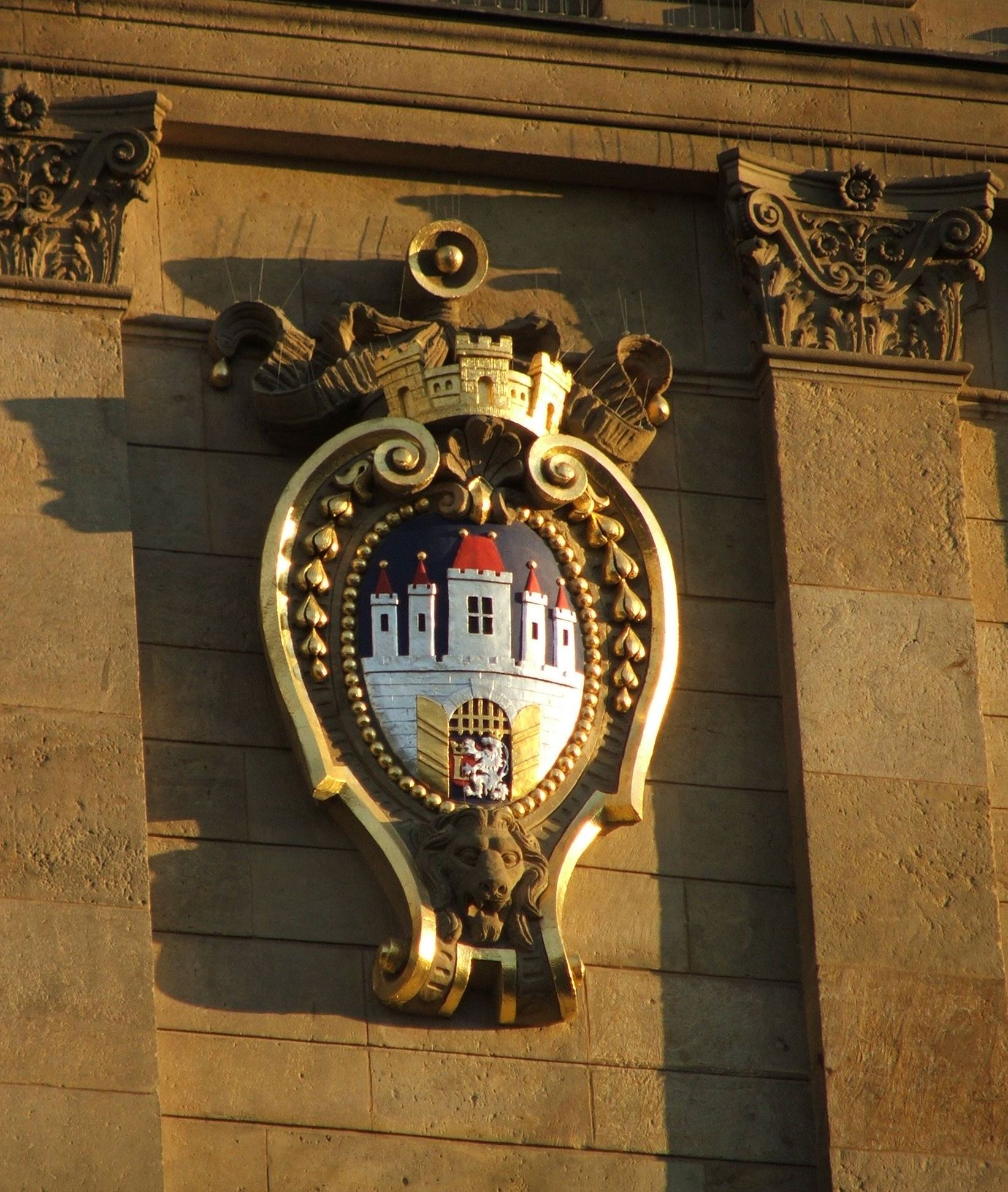
Detail fasády – Znak Malé Strany
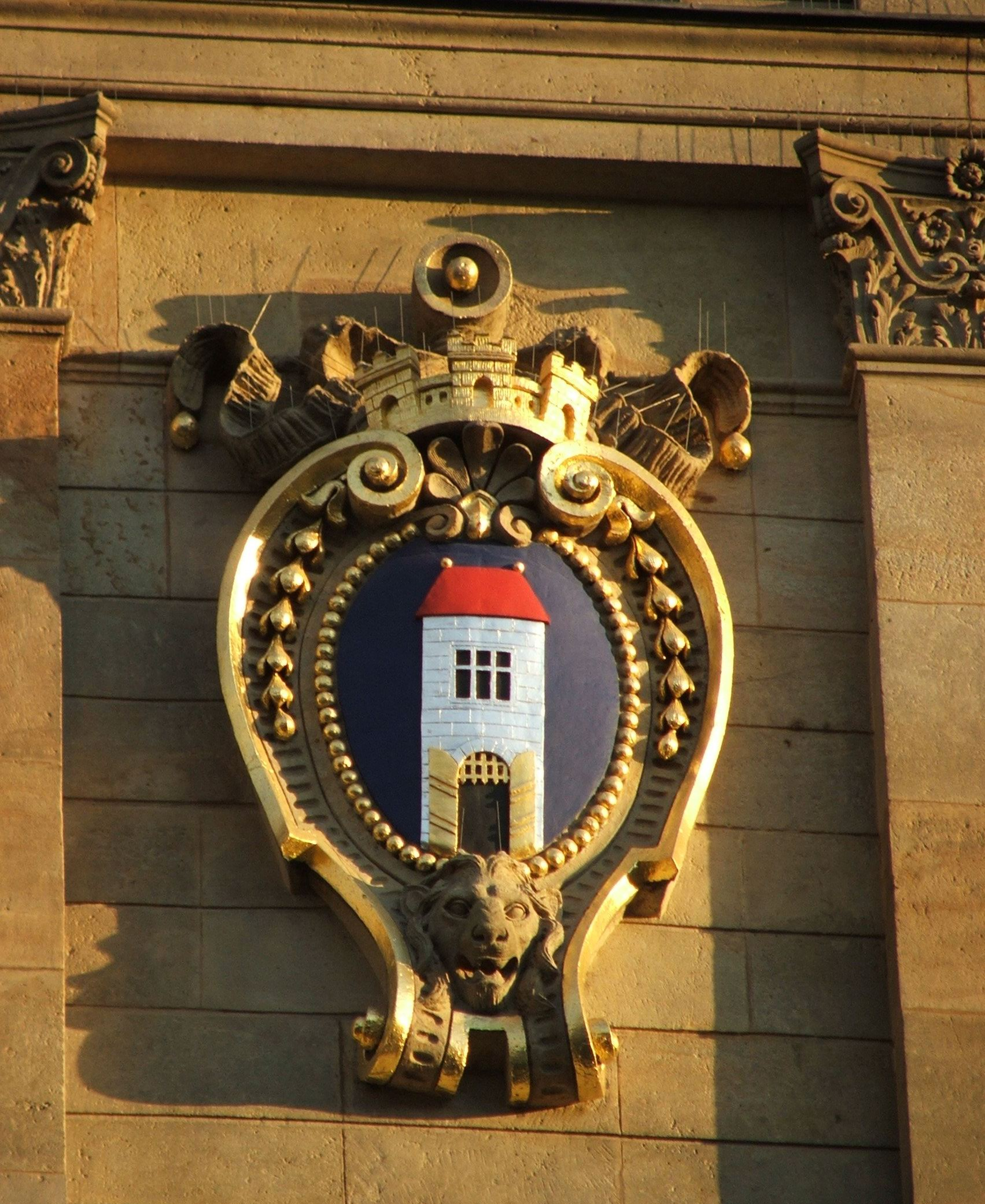
Detail fasády – Znak Hradčan